# 廖奕琁
廖奕琁（Kelly Liao，1984年2月17日—），是臺灣影視演員凱渥模特兒經紀公司旗下的模特兒。
廖奕琁早期是名芭蕾舞者，舞藝出眾，曾在大型芭蕾舞劇《吉賽兒》擔綱過要角，加入凱渥後以模特兒工作為重心，近年尤其受到珠寶品牌愛用。
曾獲網友票選人氣最夯的車模女神第2名，並有「仙女」之稱。

## 經歷

### 2004年
高雄城市芭蕾舞團《仙女》、《點子鞋》

### 2005年
香港《龍脈鳳韻》兩岸三地中國古典舞演出
、新唐人跨年晚會至紐約曼哈頓藝術中心、華盛頓甘迺迪藝術中心演出

### 2006年
芭蕾舞劇《蝶戀》飾演夢境一幕「祝英台」

### 2008年
美國WISCONSIIN大學舞蹈節演出

### 2009年
台灣藝術大學舞蹈研究所畢業製作《UNIQUE》
2006~2009年 大觀舞集《胡桃鉗》飾蘆荻仙子、《天山歡歌》領舞、《柯碧莉亞》獨舞者
2007~2014年 台北室內芭蕾舞團 獨舞者《天鵝湖》、《羅曼史》、《春之祭》、《吉賽兒》飾幽靈皇后、《當芭蕾邂逅才可夫斯基》、《茶花女》飾Prudence Duvernoy。
2013年 驫舞劇場《馬上三人》ZeppoAct3:Mr.XYZ as in Zeppo ,Eliot Feld。
2014年，兒童奇幻歌舞劇《林克的冒險》。

### 2018年：出演电视剧《入侵者》
3月11日，廖奕琁出演8频道重头剧《入侵者》。

## 影視作品

### 電視劇
| 年份 | 播出頻道             | 劇名             | 飾演     | 性質     |
| 2016 | 8頻道                | 來自水星的男人   | 許若琪   |          |
| 2016 | 8頻道                | 美味下半場       | Tina     |          |
| 2017 | 中視                 | 稍息立正我愛你   | 林美月   | 客串     |
| 2018 | 8頻道                | 入侵者           | 梁喬恩   |          |
| 2018 | 台視、三立都會台     | 三明治女孩的逆襲 | 韓知心   |          |
| 2019 | 公共電視台、HBO Asia | 通靈少女2        | 花藝老師 | 客串     |
| 2019 | 8頻道                | 攻星计           | 郭瑶     |          |
| 2020 | 台視、三立都會台     | 浪漫輸給你       | 賀明莉   |          |
| 2021 | HBO Asia             | 誰在你身邊       | 宋芷帆   |          |
| 2022 | 衛視中文台、中視     | 仙女姐姐來我家   | 王母娘娘 | 特別演出 |
| 2025 | Vidol TV             | 靈魂約定         |          |          |

### 電視電影
| 年份 | 播出頻道   | 劇名       | 飾演       | 性質 |
| 2020 | 中天、中視 | 愛的詐欺犯 | 周健偉妻子 |      |

### 電影
| 年份 | 片名       | 飾演   |
| 2016 | 六弄咖啡館 | 大心怡 |

### 網路剧
| 年份 | 播出頻道 | 劇名         | 飾演  |
| 2016 | 網路     | Mr.Bartender | Helen |
| 2017 | 網路     | 我叫黃國盛   | 佟磊  |

### 微電影
2023-《永生號》
- 芝麻街美語微電影 《雙胞胎姐妹篇》
- 大硯建築 《Open The Door》
- 台灣索尼4K短片《力與美》

### 活動主持
- 2012~2013台北新車大展 VOLVO 車展

### 音樂錄影帶(MV)
| 年份 | 歌名     | 演唱者 |
| 2014 | 塵埃     | 家家   |
| 2014 | 菲尼克斯 | 邱鋒澤 |
| 2014 | 二三十   | 李榮浩 |
| 2015 | 許願之丘 | 游鴻明 |
| 2015 | 怪物     | 古巨基 |

### 遊戲
| 年份 | 遊戲名稱               | 飾演 | 備註                             |
| ---- | ---------------------- | ---- | -------------------------------- |
| 2024 | 都要！小孩子才做選擇！ | Lisa | 全動態真人互動影像的戀愛模擬遊戲 |

## 廣告
- 7-ELEVEN - 拉拉熊粉嫩櫻花系列
- 7-ELEVEN - Honda經典重機系列
- 美汁源 - 果粒奶優
- 蘑菇街 - 愛佔有
- 丸美 MARUBI TOYKO - 日本酒御齡冰肌系列
- 上古世紀電玩 - 改變世界篇
- Sony Xperia手機廣告
- Samsung Galaxy S4 - 超感應女篇
- 廣生堂燕窩 - 綻放篇
- 雀巢咖啡
- LeeCooper - The Maker
- KeithLink - Dance wear
- ASUS ZENBOOK
- 遠傳電信 - HTC
- 奇美電視 -奢華幸福篇
- 加州樂事紅酒
- 遠東FET瞬間涼感衣
- 松下空調環境
- 心相印面紙 - 瑜珈篇
- SAPPORO啤酒
- Mitsubishi Outlander - 風景篇

## 外部連結
- 廖奕琁 Kelly的Facebook專頁
- 廖奕琁 Kelly的Instagram帳戶
- 廖奕琁 Kelly的新浪微博